# Fernanda Andrade
Fernanda Andrade (São José dos Campos, 8 de marzo de 1984) es una actriz brasileña-estadounidense, reconocida por su participación en la película de terror de 2012 The Devil Inside y por su aparición en la serie de televisión de 2006 Fallen.

## Biografía
Andrade nació en São José dos Campos, en el estado de São Paulo, pero creció en Campinas. Su madre es de ascendencia italiana y española, mientras que su padre es un descendiente de portugueses, españoles, suizos y posiblemente indios brasileños.
Su padre era ingeniero y viajaba con frecuencia. Ella se mudó con su familia a Florida en Estados Unidos cuando tenía 11 años, época en que su padre aceptó una posición permanente de trabajo en ingeniería. El cambio a Estados Unidos fue difícil al principio, ya que su padre era el único miembro de la familia que hablaba inglés en la época.

## Carrera
Andrade se interesó en la actuación durante la escuela secundaria. Fue elegida para su primer papel profesional cuando tenía quince años, integrando el reparto de la película biográfica de HBO For Love or Country: The Arturo Sandoval Story, protagonizada por Andy García como el músico cubano de jazz, Arturo Sandoval. Andrade interpretó a Paloma, la nuera de Sandoval, en la película.
Fernanda se mudó de Florida a Los Ángeles cuando su agente se trasladó al sur de California. Apareció en varios cortometrajes y series de televisión durante la década de 2000 y 2010, incluidas apariciones en series como CSI: NY y Law & Order: Los Angeles. En 2006 protagonizó la miniserie de ABC Family, Fallen.
En 2011 fue seleccionada para un papel recurrente en la cuarta temporada de Sons of Anarchy. Permaneció como una actriz relativamente desconocida hasta su actuación en la película de terror de 2012 The Devil Inside. La cinta, protagonizada por Andrade, Simon Quarterman, Evan Helmuth y Suzan Crowley, fue producida con un escaso presupuesto pero debutó en enero de 2012 con $34.5 millones recaudados en su primer fin de semana. En 2016 fue elegida como Christina Santos en el episodio piloto de la serie Marvel's Most Wanted, sin embargo, la producción aún no se ha materializado.

## Filmografía

### Cine y televisión
- 2000 -	For Love or Country: The Arturo Sandoval Story
- 2001 -	The Suitor
- 2002 -	CSI: Miami
- 2003 -	La americanita
- 2007 -	Kill Quincy Wright
- 2007 -	Fallen
- 2007 -	Dicas de um Sedutor
- 2009 -	Why Am I Doing This?
- 2010 -	CSI: NY
- 2010 -	Undercovers
- 2011 -	Law & Order: Los Angeles
- 2011 -	The Glades
- 2011 -	Sons of Anarchy
- 2011 -	The Mentalist
- 2012 -	The Devil Inside
- 2014 -	Scorpion
- 2016 -	Marvel's Most Wanted
- 2020 - Next
- 2023 - Finestkind[5]
- 2023 - Assassin